# Vigário encomendado
Vigário encomendado ou padre encomendado foi o título de um cargo da Igreja Católica luso-brasileira.
No antigo sistema do padroado, que vigorou em Portugal e no Brasil ao longo de todo o período monárquico, os vigários encomendados eram sacerdotes provisórios em pequenas comunidades ainda desprovidas de uma paróquia canônica e legalmente constituída. Chamavam-se assim por serem solicitados pelas comunidades. Sustentavam-se cobrando taxas da população pelos serviços religiosos prestados e não eram funcionários públicos como os vigários colados, que recebiam estipêndios do governo em uma época em que o Estado e a Igreja compartilhavam atribuições na administração da vida civil e religiosa. Apesar de ser uma atribuição provisória, a ereção da paróquia podia tardar muito, passando-se gerações de vigários encomendados até a formalização da circunscrição eclesiástica.